# 南韋爾登 (北卡羅萊納州)
南韋爾登（英語：South Weldon）是位於美國北卡羅萊納州哈利法克斯縣的普查規定居民點。

## 人口
根據2020年美國人口普查的數據，南韋爾登的面積為1.13平方千米，皆為陸地。當地共有人口550人，而人口密度為每平方千米486.73人。